# Võru
Võru (viruski: Võro, njemački: Werro) je grad i općina u jugoistočnoj Estonija. To je glavni grad okruga Võrumaa i središte župe Võru.
Võru je osnovan 21. kolovoza 1784. godine prema želji carice Katarine II. Velike, po nalogu riškog guvernera Georgea Browna, na mjestu nekadašnjeg posjeda Võru.
Grad je smješten na obali jezera Tamula. Ima 14.554 stanovnika (2006.) i površinu 13.24 km 2. 
Võru Folk Festival se održava svake godine u ovom gradu. Friedrich Reinhold Kreutzwald, autor estonskog nacionalnog epa "Kalevipoeg", živio je u Võruu od 1833. do 1877. godine.
Võru JK je nogometni klub koji se natječe u trećoj estonskoj ligi.

## Vanjske poveznice
- Grad Võru - službene stranice

|  | Zajednički poslužitelj ima još gradiva o temi Võru |